# Ciudad de la Luz
 (mai 2025).
Si vous disposez d'ouvrages ou d'articles de référence ou si vous connaissez des sites web de qualité traitant du thème abordé ici, merci de compléter l'article en donnant les références utiles à sa vérifiabilité et en les liant à la section « Notes et références ».

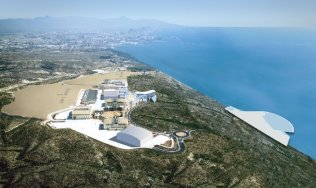
La cité de la Lumière une fois terminée.

La Ciudad de la Luz (cité de la Lumière) et la Ciudad del Cine (cité du Cinéma) sont situées dans le parage de Aguamarga, est un vaste centre audiovisuel de loisir de 320 000 m2, consacré au monde du cinéma. Il présente aux visiteurs à travers un parcours touristique et culturel une connaissance directe de l'activité du grand écran,,. De grands réalisateurs tels que Francis Ford Coppola ou Ridley Scott y ont travaillé.
La Ciudad de la Luz a eu plusieurs directeurs depuis sa création, en particulier José María Rodríguez Galant et Elsa Martínez Portier.
Depuis 2014, par décision de la Généralité Valencienne, le complexe cinématographique est fermé et les installations sont à l'abandon.

## Description

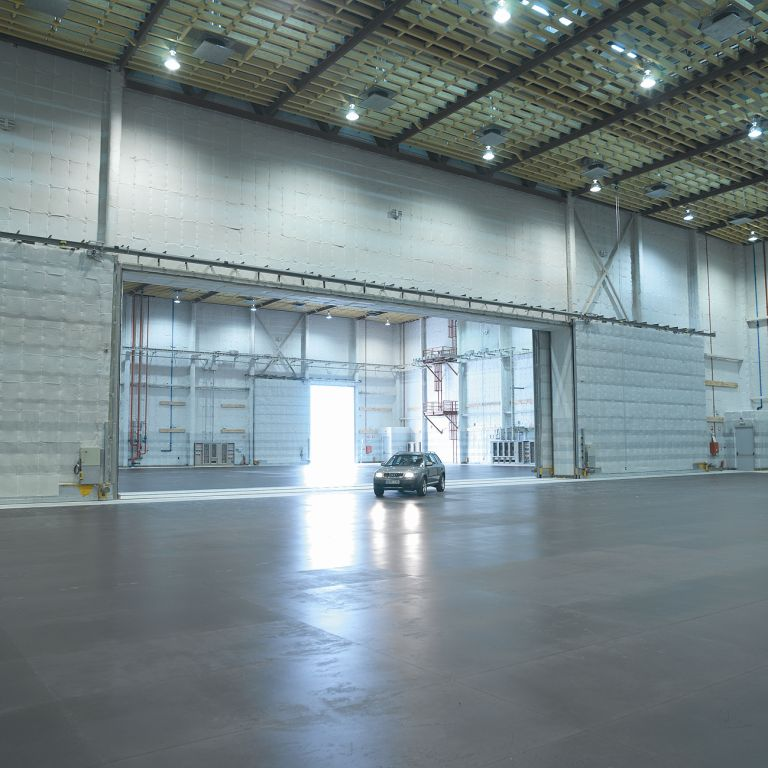
Un plateau d’approximativement 2300 m2.

Il s'agit d'un complexe de 11 000 m2 de studios de cinéma, doté des dernières technologies complété par plus de 15 000 m2 d'entrepôts et ateliers de construction de décors et 16 hectares de zone de tournage en extérieur et trois bâtiments avec des loges, salles de maquillage, salon de coiffure et bureaux, et tous les services nécessaires à la production.
La société Ciudad de la Luz, SAU est créée le 2 novembre 2000, avec des capitaux publics provenant de la Généralité valencienne. Initialement le capital de la Ciudad de la Luz SA est constitué par l'apport de 75% de  la Généralité valencienne, à travers la société "Projets Thématiques de la Communauté de Valence SAU" et 25% de la société Aguamarga Producciones SL qui devient par la suite Aguamarga Gestión de Estudios SL. En juillet de 2004, la Société Projets Thématiques de la Communauté de Valence SAU acquiert la participation détenue par Aguamarga Producciones. Depuis cette date, 100% du capital social de Ciudad de la Luz qui se transforme en une SAU (Société Anonyme Unipersonnelle) dont le capital appartient intégralement à la  Généralité valencienne, mais sans perdre sa forme juridique de société commerciale.

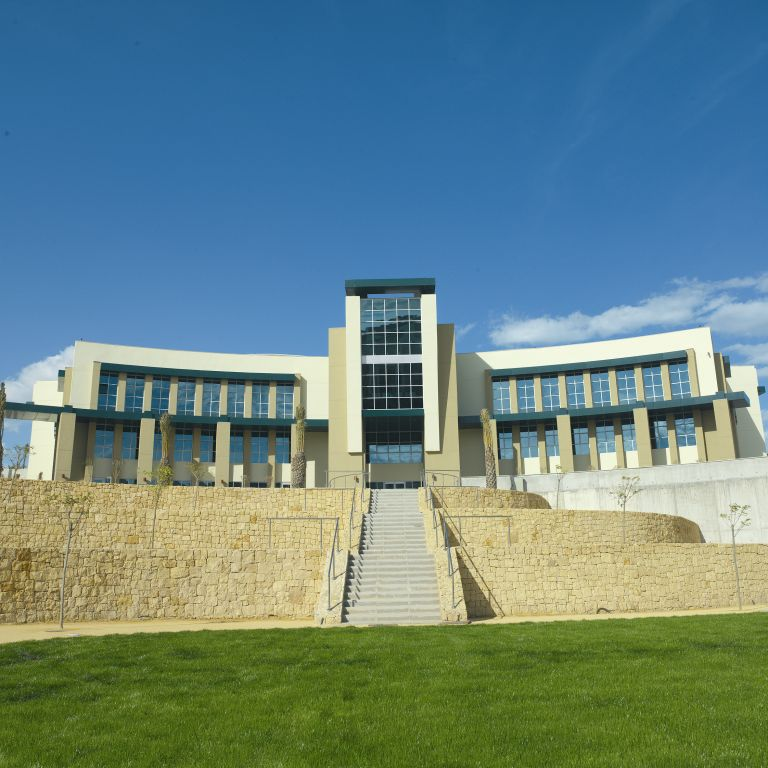
Bureaux.

## Problèmes économiques
De graves problèmes de solvabilité, provenant initialement, de l'acquisition des terrains utilisés pour la construction du complexe cinématographique, les accès et terrains attenants, ont été expropriés illégalement et sont dans l'attente d'être rendus ou indemnisés aux propriétaires des dits terrains. Il en résulte que le complexe est situé sur des terrains dont la Généralité n'est pas propriétaire, jusqu'à ce que  résolve le Tribunal Superior de Justicia de la Comunidad Valenciana ou qu'il y ait un accord avec les propriétaires des terrains. La Commission Européenne déclare illégales les aides accordées pour créer et gérer le complexe, pour un total de 265 millions, ce montant correspondant aux augmentations successives de capital (souscrites intégralement par la Sociedad Proyectos Temáticos de la Comunidad Valenciana SAU, organisme dépendant de la Généralité Valencienne), ainsi que les prêts participatifs attribués par son unique actionnaire à la Ciudad de la Luz,. Cette décision arrive dans un moment particulièrement délicat pour la Ciudad de la Luz, au milieu d'une série de procès judiciaires et une dette que dépasse les 190 millions.
Le complexe ouvre en 2005, date à laquelle son exploitation est attribuée à Aguamarga Gestión de Estudios, SL, avec caractère expérimental, étant donné que le projet initial prévoyait que les études s'exécutent en trois phases successives : celles qui existent aujourd'hui, la deuxième qui n'a pas été achevée et la troisième dont les travaux n'ont pas débuté.
Cette société commerciale fait faillite le 16 décembre 2011, principalement en raison de défaillances de l'exécutif valencien. Aguamarga Gestión de Estudios SL réclame à Ciudad de la Luz le paiement d'une dette totale qui dépasse 10 millions d'euros alors que la Généralité n'assume qu'une dette de 2,5 millions.
À défaut des négociations pour résoudre à l'amiable le contrat de gestion des studios, Ciudad de la Luz SAU a bloqué depuis mai 2012 toute possibilité d'utilisation des installations, empêchant leur utilisation, par, entre autres, le réalisateur Ridley Scott et refusant d'autoriser le remplissage du réservoir d'eau pour le tournage qui avait déjà été organisé par Aguamarga.
En outre, il a unilatéralement rendu publique sa décision de procéder à la fermeture des installations après seulement 7 ans d'existence, qui n'a pas été effectuée en raison du refus retentissant de l'entité gestionnaire "Aguamarga Gestión de Estudios" d'accepter la fermeture et quitter les installations, au moins, jusqu'à ce que le règlement des différends judiciaires ne soient résolus.
Parallèlement, la direction actuelle de Ciudad de la Luz SAU a tenté de vendre directement les installations à des tiers, sans même tenir compte du processus appelé "officiellement" par le gouvernement de Valence, dont les efforts ont lamentablement échoué.
Actuellement, les installations cinématographiques sont inutilisées en raison des obstacles et des interdictions imposées par la direction de Ciudad de la Luz SAU, ce qui entraîne une grave détérioration matérielle des studios ainsi que la perte de prestige international du projet, qui, sans aucun doute, profite aux concurrents directs de Ciudad de la Luz.
La Ciudad de la Luz a été décrite comme un exemple de gaspillage d'argent public en Espagne, comme d'autres installations telles que la Cité des arts et des sciences de Valence, la Cité de la Culture de Galice à Saint-Jacques-de-Compostelle, le centre des arts de Alcorcón, la forêt d'acier de Cuenca, la Caja Mágica de Madrid, entre autres, , .

## Films

### 2005
- La dama boba
- Arritmia
- Ce que je sais de Lola

### 2006
- Atasco en la nacional
- Quiéreme
- Escuchando a Gabriel
- Teresa, el Cuerpo de Cristo
- Summer Rain
- Manolete
- Astérix aux Jeux olympiques
- Sa majesté Minor
- Don Giovanni, naissance d'un opéra

### 2007
- La Mala
- La posibilidad de una isla
- The Garden of Eden
- Canciones de amor en Lolita's Club
- Martes de Carnaval
- Vacances à la grecque
- L'Alqueria Blanca
- King Conqueror

### 2008
- Siete minutos
- Eyes of War
- Mentiras y gordas
- Tuya
- Tetro
- Castillos de cartón
- Un buen hombre
- El corredor nocturno
- Nacidas para sufrir
- Green Zone

### 2009
- 9 meses
- Mr. nice
- Las viudas de los jueves
- Todas las canciones hablan de mí
- Balada triste

### 2010
- Le Journal de Carlota
- The Impossible

### 2011
- Instituto: El Musical
- Cinco metros cuadrados
- Pas de répit pour les damnés

### 2012
- Prométhée
- The Impossible